# Інзер
Інзер (башк. Инйәр; у верхів'ї Великий Інзер) — річка в Башкортостані, ліва притока річки Сім (басейн Ками).
Бере початок на західних схилах Південного Уралу.

## Гідрологія
Довжина — 307 км (від витоку Великого Інзера). Середньорічна витрата води в гирлі — 67,7 м³/с, біля села Азово — 50,9 м³/с.
У верхів'ях має характер гірської річки, нижче долина річки розширюється і течія стає більш спокійною.

## Походження назви
Від «инйәр/ингәр», у тюрк. і монг. «ангар» — ущелина, долина.

## Притоки

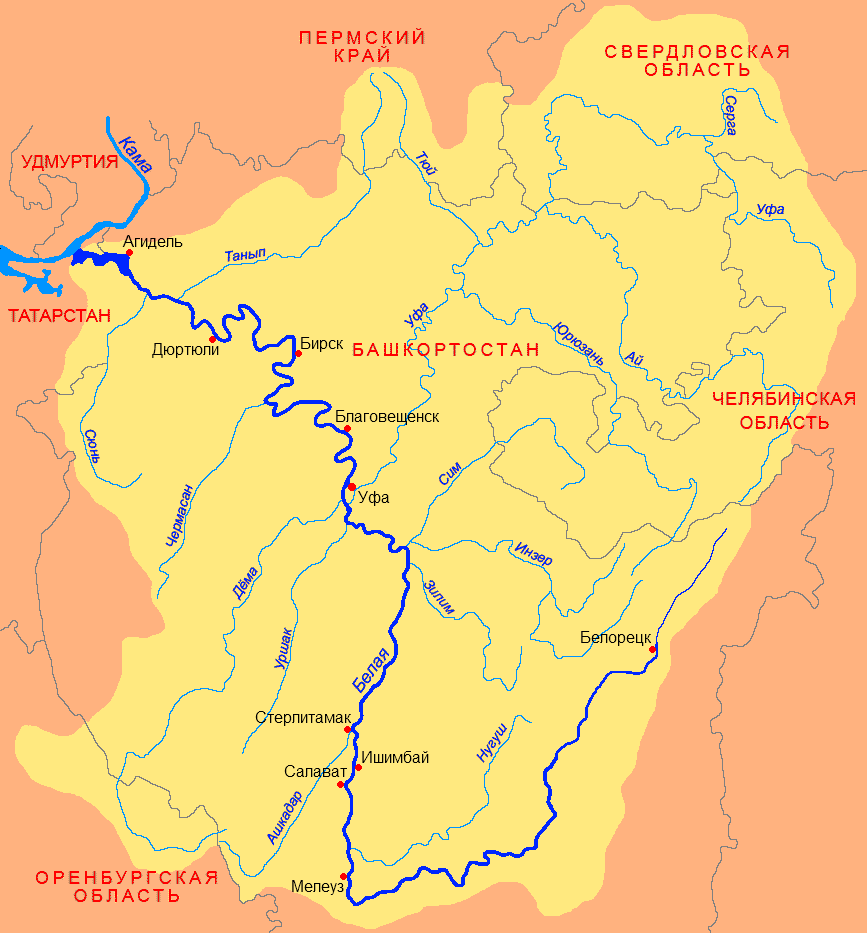
Басейн Білої

Основні притоки за даними державного водного реєстру:
- 21 км: річка Аскін
- 34 км: річка Ба-Су
- 66 км: річка Рау
- 89 км: річка Сухояж (Інзерка)
- 95 км: струмок Зуячка (Зюяк)
- 99 км: струмок Селігурга
- 106 км: річка Кусагази
- 108 км: річка Бріш
- 108 км: струмок Бріш (Великий Бріш)
- 115 км: річка Туз
- 126 км: річка Тюльмень
- 137 км: річка Малий Інзер
- 142 км: річка Нукат
- 149 км: річка Манаір (Великий Манаір)
- Ремашта[3][4]
- 183 км: річка Казмаш
- 199 км: річка Калишта
- 208 км: річка Кисканишта
- 239 км: річка Сюрюнзяк
- 245 км: струмок Юша

## Галерея

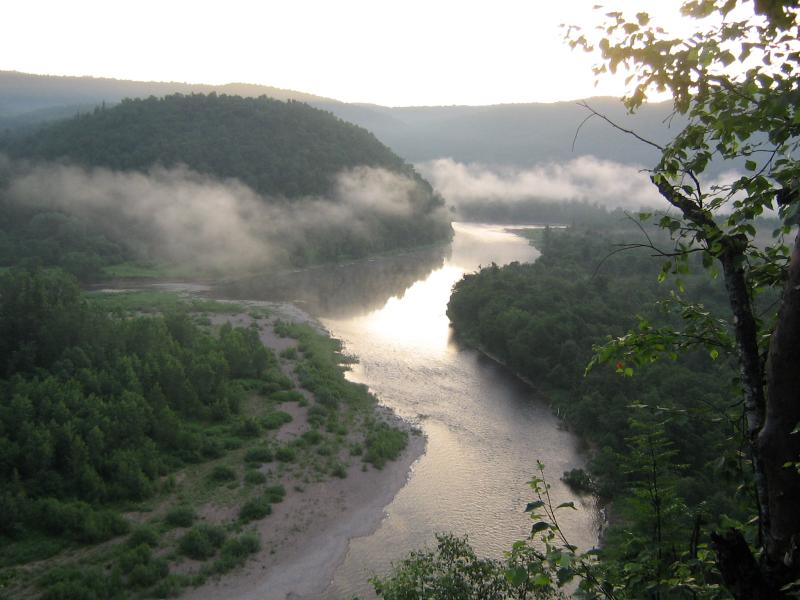
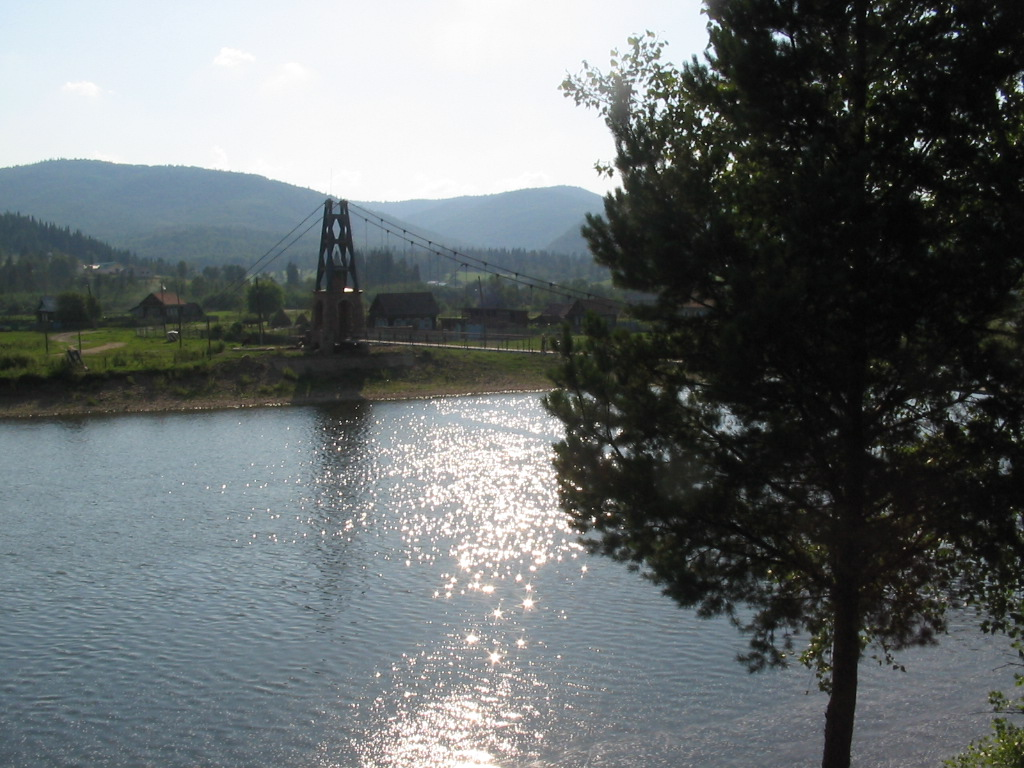
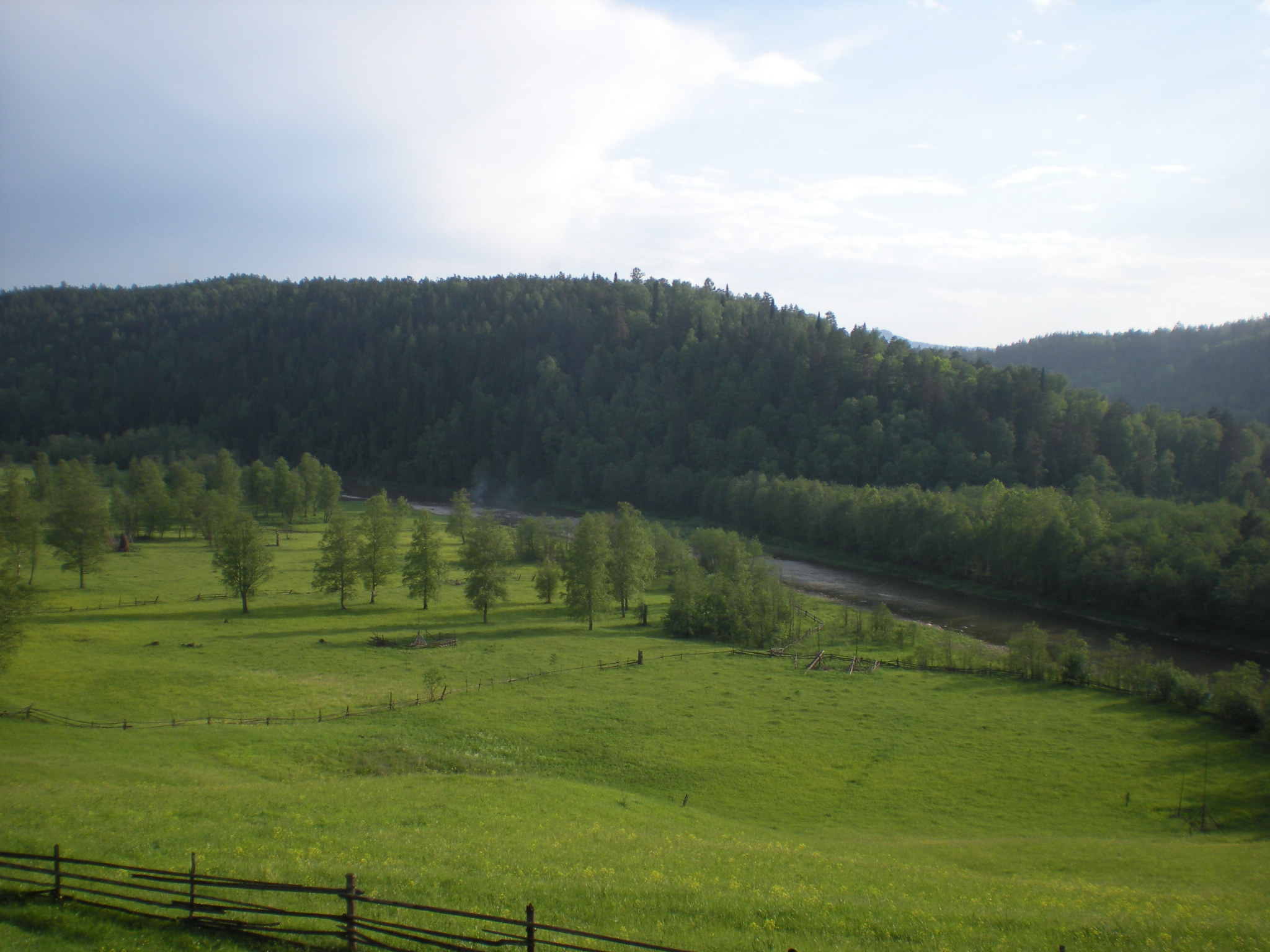
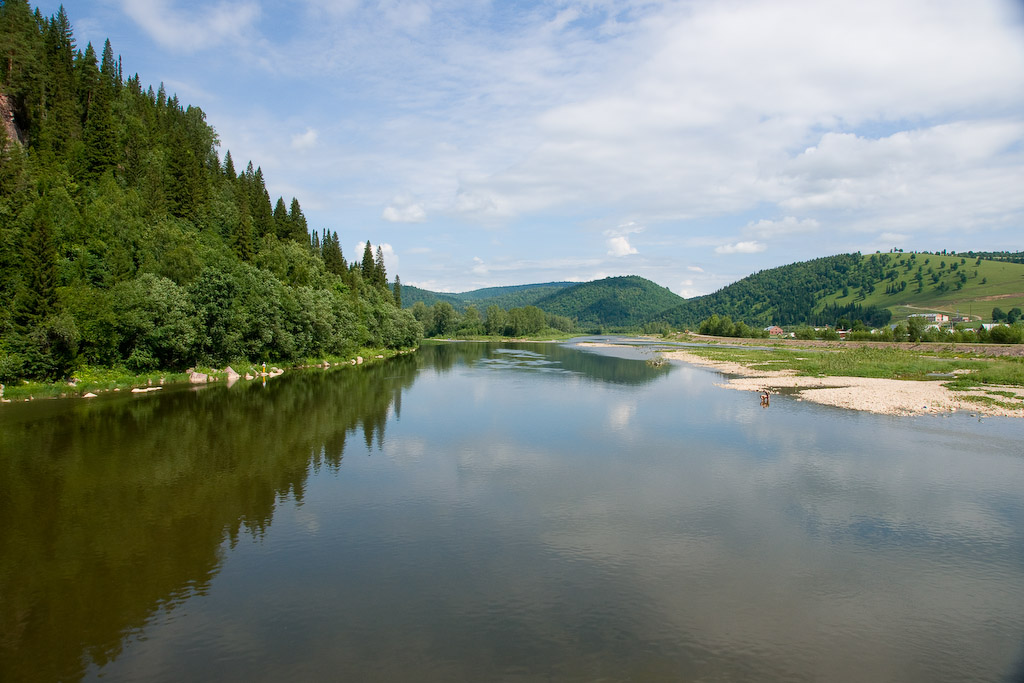